# Qiligang (sockenhuvudort i Kina, Jiangxi Sheng, lat 28,01, long 116,42)
Qiligang är en sockenhuvudort i Kina. Den ligger i provinsen Jiangxi, i den sydöstra delen av landet, omkring 92 kilometer sydost om provinshuvudstaden Nanchang. Antalet invånare är 15 878. Befolkningen består av 7 607 kvinnor och 8 271 män. Barn under 15 år utgör 29,0 %, vuxna 15-64 år 62 %, och äldre över 65 år 7,0 %.
Runt Qiligang är det tätbefolkat, med 511 invånare per kvadratkilometer. Närmaste större samhälle är Fuzhoushi, 7,5 km väster om Qiligang. Trakten runt Qiligang består till största delen av jordbruksmark.
Genomsnittlig årsnederbörd är 2 281 millimeter. Den regnigaste månaden är juni, med i genomsnitt 426 mm nederbörd, och den torraste är oktober, med 17 mm nederbörd.